# Alexis-Charles Boucher
Alexis-Charles Boucher (* 1808 in La Prairie, Québec; † 1885 in Montreal) war ein kanadischer Kopist und Kunsttischler, Porträt- und Schildermaler.
Er lebte zunächst in La Prairie, wo er 1837 und 1849 heiratete. Später zog er nach Montreal und starb dort 1885. Von ihm stammen verschiedene Porträts, Schilder, Wanddekorationen und Möbel. Zu seinen bekanntesten Werken gehört die Kopie eines Porträts, das seinen Onkel darstellt, den Abbé Jean-Baptiste Boucher, Pfarrer in La Prairie. Der kanadische Kunsthistoriker J. Russell Harper stufte die Arbeit in seinem 1970 erscheinenden Künstlerlexikon als mittelmäßig („mediocre“) ein. Ein Gemälde, signiert mit Chs. Boucher, war in den Handelsjahrbüchern von Montreal 1875/76 und 1880/81 abgebildet. In Montreal schuf Boucher einige Wandgemälde. Viele seiner Werke gingen durch Brände verloren.